# Øster Kippinge
Øster Kippinge is een plaats in de Deense regio Seeland, gemeente Guldborgsund, en telt 267 inwoners (2007).
De plaats ligt op eiland Falster.